# Penares saccharis
Penares saccharis är en svampdjursart som först beskrevs av De Laubenfels 1930.  Penares saccharis ingår i släktet Penares och familjen Ancorinidae.
Artens utbredningsområde är Kalifornien. Inga underarter finns listade i Catalogue of Life.